# Peremoha (Raión de Berezivka)
Peremoha  (ucraniano: Перемога) es un pueblo del Raión de Berezivka en el Óblast de Odesa de Ucrania. Según el censo de 2001, tiene una población de cincuenta habitantes.